# برناردو کوئستا
برناردو کوئستا (اسپانیایی: Bernardo Cuesta‎؛ زادهٔ ۲۰ دسامبر ۱۹۸۸) بازیکن فوتبال اهل آرژانتین است.
از باشگاه‌هایی که در آن بازی کرده‌است می‌توان به باشگاه ورزشی اتلتیکو جونیور اشاره کرد.